# Jacob Zuma
Jacob Zuma   (Nkandla, 12 d'abril de 1942) ha sigut president de la República de Sud-àfrica entre 2009 i 2018 i del Congrés Nacional Africà des del 2007, partit va militar des de 1959 fins al 2024, quan en fou expulsat per donar suport a Umkhonto We Sizwe. Va estar internat a la presó de Robben Island.

## Biografia
Pertanyent a l'ètnia zulu, el 1959 va iniciar la seva militància al Congrés Nacional Africà (ANC) i el 1962 va passar a formar part de l'Umkhonto we Sizwe, el braç armat de l'ANC. Detingut el 1963 i excarcerat el 1973, es va exiliar a Swazilàndia, Moçambic i Zàmbia. Va tornar a Sud-àfrica el 1990, després de la legalització de l'ANC, per participar en el procés de negociacions que va acabar amb el règim de l'apartheid. El 1997 va ser elegit vicepresident de l'ANC i el 1999 va ser designat vicepresident del país, càrrec del qual va ser destituït el 2005, en veure's implicat en un cas de corrupció. Zuma va ser acusat d'abusos sexuals el 2005, però va ser absolt.

## President de la República de Sud-àfrica
Membre de l'ala progressista del Congrés Nacional Africà (ANC), el desembre del 2007 va ser elegit president del partit. Després de la victòria de l'ANC a les eleccions sud-africanes de 2009 va ser designat president de la República de Sud-àfrica.
Zuma va arribar al poder en el punt àlgid dels efectes a Sud-àfrica de la crisi financera mundial quan el país vivia la primera recessió des del final de l'apartheid. En prendre possessió, va establir la Comissió Nacional de Planificació sota l'oficina de la Presidència, presidida pel ministre Trevor Manuel, que va desenvolupar el Pla Nacional de Desenvolupament, una visió estratègica a llarg termini per coordinar la política governamental per a l'assoliment dels objectius econòmics i socials centrals per al 2030. El pla va ser publicat el 2011 i adoptat pel gabinet de Zuma el 2012, encara que els crítics diuen que el pla no es va implementar amb èxit durant la seva presidència.
El desembre del 2012 va ser reelegit president de l'ANC. Tot i el perfil socialdemòcrata del seu partit, duu a terme una política més aviat liberal. No emprèn cap reforma en matèria d'educació i, en canvi, deixa que les universitats fixin les tarifes pròpies. Les autoritats també afavoreixen la repressió davant la protesta social: el 2012, durant les vagues dels miners a Marikana, la repressió policial va provocar la mort de trenta-quatre vaguistes, fet que va suposar la primera massacre de l'era post-apartheid.
Zuma, processat per corrupció, frau, extorsió i blanqueig de capitals, dimití el 14 de febrer de 2018, després d'haver estat amenaçat de destitució pel seu propi partit, i Cyril Ramaphosa el succeeix com president de la República interinament. El 15 de febrer de 2018, les Corts Generals trien formalment Cyril Ramaphosa president de la República.

### Polèmiques
Zuma ha hagut d'enfrontar una batalla legal important a causa de nombroses al·legacions de corrupció i crim organitzat derivades de la condemna del seu assessor fiscal, Schabir Shaik, per delictes de corrupció i frau. El 6 d'abril de 2009, la Fiscalia Nacional sud-africana va decidir retirar els càrrecs, al·legant interferències en la vida política del país.
Zuma ha estat de manera repetida acusat de connivència amb el clan familiar i econòmic dels Gupta, d'origen hindú.

## Després de la presidència

### Arrest
El 16 de març de 2018, un mes després de la dimissió de Zuma va tornar a ser processat pels mateixos 16 càrrecs penals pels quals va ser acusat el 2006: 12 càrrecs de frau, dos de corrupció i un d'extorsió i un de blanqueig de diners, tots relacionats amb l'acord d'armes de 1999 i amb la relació de Zuma amb Shaik.
Zuma va ser sentenciat a 15 mesos de presó el 29 de juny del 2021 per desacatament al tribunal, després de negar-se a comparèixer davant una comissió designada pel govern que investigava presumpta corrupció durant els seus nou anys en el càrrec, i se li va donar fins al 4 de juliol per lliurar-se, després de la qual cosa el Servei de Policia de Sud-àfrica es veuria obligat a arrestar-lo. El 3 de juliol, el Tribunal Constitucional va acceptar la seva demanda el 12 de juliol. Si Zuma es negava a lliurar-se abans del 4 de juliol, la policia tenia fins al 7 de juliol per arrestar-lo i va ser empresonat al Centre Correccional d'Estcourt. Zuma va impugnar la seva detenció el 9 de juliol per motius de salut, però va ser rebutjada. El seu arrest va provocar protestes i el posterior saqueig a Kwa Zulu-Natal i Gauteng. Les protestes, que van provocar amb la mort de 354 persones i la detenció de 5.500, es van convertir en els aldarulls més importants des del final de l'Apartheid.
El 5 de setembre Zuma va ser posat en llibertat condicional mèdica per rebre atenció mèdica a casa, en comptes de ser a l'hospital, per completar la resta de la seva condemna a la seva casa de Nkandla, sota la supervisió del sistema correccional comunitari i el Departament de Serveis Correccionals va decidir que l'expresident Jacob Zuma no hauria de complir la seva condemna de 15 mesos en trobar-se entre els gairebé 10.000 presos als quals s'ha de concedir la remissió per la superpoblació de les presons.

### uMkhonto we Sizwe
El desembre de 2023, Zuma va anunciar que a les eleccions generals de Sud-àfrica de 2024 votaria per un partit recentment format, uMkhonto we Sizwe i el Congrés Nacional Africà el va suspendre de militància. El 28 de març de 2024, a Zuma se li va prohibir presentar-se a les eleccions per la seva condemna i empresonament de 2021, ja que la llei sud-africana no permet als candidats condemnats a més de 12 mesos de presó presentar-se a càrrecs públics. El 20 de maig de 2024, el Tribunal Constitucional de Sud-àfrica també va prohibir a Zuma la candidatura al parlament dictaminant que el seu alliberament anticipat era irrellevant. El seu partit va obtenir el 14,6%.

## Família
Jacob Zuma, que practica obertament la poligàmia, ha estat casat sis vegades (amb Gloria Bongekile Ngema, Gertrude Sizakele Khumalo en 1973, Kate Mantsho en 1976, Nkosazana Dlamini-Zuma en 1982, de qui es va divorciar en 1998, Nompumelelo Ntuli Zuma en 2008 i Tobeka Madiba en 2010). El 2010 es va estimar en 20 el nombre de fills del president sud-africà.